# Nové Strašecí
Nové Strašecí (en allemand : Neustraschitz ou Neu Straschitz) est une ville du district de Rakovník, dans la région de Bohême-Centrale, en Tchéquie. Sa population s'élevait à 2 684 habitants en 2024.

## Géographie
Nové Strašecí se trouve à 13 km à l'est-nord-est de Rakovník, à 15 km à l'ouest de Kladno et à 40 km à l'ouest-nord-ouest de Prague.
La commune est limitée par Mšecké Žehrovice au nord, par Stochov à l'est, par Rynholec et Lány au sud, et par Ruda et Řevničov à l'ouest.

## Histoire
La première mention écrite de la localité date de 1334.

## Administration
La commune se compose de deux sections :
- Nové Strašecí
- Pecínov

## Transports
Par la route, Nové Strašecí se trouve à 16 km de Rakovník et à 46 km du centre de Prague.

## Jumelages
Nové Strašecí est jumelée avec :
- Bolaños de Calatrava (Espagne)
- Sierning (Autriche)
- Tönning (Allemagne)